# Министерство внутренних дел (Польша)
Министерство внутренних дел ( пол. Ministerstwo Spraw Wewnętrznych) — министерство, существовавшее в правительстве Польши. 
Было создано при председателе Совета министров Дональде Туске распоряжением Совета министров 21 ноября 2011 года, вступившим в действие 18 ноября 2011, путём преобразования Министерства внутренних дел и администрации; упразднено в ноябре 2015 г. 
Осуществляло надзор за деятельностью полиции, но не контролирует уголовные расследования, которые проводятся под контролем судебных органов.
Штаб-квартира министерства находилась на улице Стефана Батория, к югу от центра Варшавы и правительственного района, который окружает Бельведер.

## Функции
- Предоставление документов, удостоверяющих личность (польские паспорта, удостоверения личности) и водительских прав через сеть воеводств
- отношения между центральными органами власти и местного правительства (за исключением регионального развития, которое проводится Министерством регионального развития
- логистика и организация политических выборов, на национальном уровне и уровне воеводств (но результаты выборов — под наблюдением Конституционного суда и административных судов)
- регулирование иммиграции и предотвращение нелегальной иммиграции
- интеграция и регистрация легальных иммигрантов

## Структура
- Польская национальная полиция
- Польская пограничная служба
- Гражданская оборона
- Государственные пожарные бригады
- Поисково-спасательные бригады и надзор за услугами скорой помощи

## Министры внутренних дел
| Портрет | Портрет | Имя                | Партия                | Срок полномочий  | Срок полномочий  | Председатель Совета министров |
| ------- | ------- | ------------------ | --------------------- | ---------------- | ---------------- | ----------------------------- |
|         |         | Яцек Цихоцкий      | независимый           | 18 ноября 2011   | 25 февраля 2013  | Дональд Туск                  |
|         |         | Бартломей Сенкевич | Гражданская платформа | 25 февраля 2013  | 22 сентября 2014 | Дональд Туск                  |
|         |         | Тереса Пётровска   | Гражданская платформа | 22 сентября 2014 | 16 ноября 2015   | Эва Копач                     |

## Министерство внутренних дел и администрации
Министерство внутренних дел и администрации (пол. Ministerstwo Spraw Wewnętrznych i Administracji) — министерство в правительстве Польши. 
Было создано при председателе Совета министров Влодзимеже Цимошевиче 1 января 1997 года. 
Было расформировано при председателе Совета министров Дональде Туске 18 ноября 2011 года. 
Функции были переданы двум новым министерствам — Министерству внутренних дел и Министерству администрации и внедрения цифровых технологий.

### Министры внутренних дел и администрации
| Портрет | Портрет | Имя               | Партия                         | Срок полномочий | Срок полномочий | Председатель Совета министров          |
| ------- | ------- | ----------------- | ------------------------------ | --------------- | --------------- | -------------------------------------- |
|         |         | Лешек Миллер      | Союз демократических левых сил | 1 января 1997   | 17 октября 1997 | Влодзимеж Цимошевич                    |
|         |         | Януш Томашевский  | Солидарность                   | 31 октября 1997 | 3 сентября 1999 | Ежи Бузек                              |
|         |         | Марек Бирнаки     | Солидарность                   | 7 октября 1999  | 19 октября 2001 | Ежи Бузек                              |
|         |         | Кшиштоф Яник      | Союз демократических левых сил | 19 октября 2001 | 21 января 2004  | Лешек Миллер                           |
|         |         | Юзеф Олексы       | Союз демократических левых сил | 21 января 2004  | 21 апреля 2004  | Лешек Миллер                           |
|         |         | Ежи Шмайдзиньский | Союз демократических левых сил | 21 апреля 2004  | 2 мая 2004      | Лешек Миллер                           |
|         |         | Рышард Калиш      | Союз демократических левых сил | 2 мая 2004      | 31 октября 2005 | Марек Белька                           |
|         |         | Людвик Дорн       | Право и справедливость         | 31 октября 2005 | 7 февраля 2007  | Казимеж Марцинкевич Ярослав Качиньский |
|         |         | Януш Качмарек     | независимый                    | 8 февраля 2007  | 8 августа 2007  | Ярослав Качиньский                     |
|         |         | Владислав Стасяк  | независимый                    | 8 августа 2007  | 16 ноября 2007  | Ярослав Качиньский                     |
|         |         | Гжегож Схетына    | Гражданская платформа          | 16 ноября 2007  | 13 октября 2009 | Дональд Туск                           |
|         |         | Ежи Миллер        | Гражданская платформа          | 14 октября 2009 | 17 ноября 2011  | Дональд Туск                           |
|         |         | Пост упразднён    |                                |                 |                 |                                        |
|         |         | Мариуш Блащак     | Право и справедливость         | 16 ноября 2015  | н.вр.           | Беата Шидло                            |